# تومواکی سانو
تومواکی سانو (انگلیسی: Tomoaki Sano؛ زادهٔ ۱۴ آوریل ۱۹۶۸) بازیکن فوتبال اهل ژاپن است.
از باشگاه‌هایی که در آن بازی کرده‌است می‌توان به باشگاه فوتبال آویسپا فوکوئوکا و باشگاه فوتبال ناگویا گرامپوس اشاره کرد.